# マーク・ステットソン
マーク・ステットソン（Mark Stetson, 1952年 - ）は、視覚効果アーティストである。1979年より60本以上の映画にクレジットされている。『ロード・オブ・ザ・リング』（2001年）によりランダル・ウィリアム・コック、ジム・ライジール、リチャード・テイラーと共に第74回アカデミー賞視覚効果賞を受賞した。

## 受賞とノミネート
| 賞               | 年   | 部門           | 作品名                   | 結果       |
| ---------------- | ---- | -------------- | ------------------------ | ---------- |
| アカデミー賞     | 1984 | 視覚効果賞     | 2010年                   | ノミネート |
| アカデミー賞     | 2001 | 視覚効果賞     | ロード・オブ・ザ・リング | 受賞       |
| アカデミー賞     | 2006 | 視覚効果賞     | スーパーマン リターンズ  | ノミネート |
| 英国アカデミー賞 | 1997 | 特殊視覚効果賞 | フィフス・エレメント     | 受賞       |
| 英国アカデミー賞 | 2001 | 特殊視覚効果賞 | ロード・オブ・ザ・リング | 受賞       |
| 英国アカデミー賞 | 2006 | 特殊視覚効果賞 | スーパーマン リターンズ  | ノミネート |